# Ivan Melnikov
Bản mẫu:Eastern Slavic name
Ivan Valeryevich Melnikov (tiếng Nga: Иван Валерьевич Мельников; sinh ngày 9 tháng 1 năm 1997) là một cầu thủ bóng đá người Nga thi đấu ở vị trí hậu vệ phải hay tiền vệ phải cho F.K. Amkar Perm.

## Sự nghiệp câu lạc bộ
Anh có màn ra mắt tại Giải bóng đá chuyên nghiệp quốc gia Nga cho FC Torpedo Moscow vào ngày 20 tháng 7 năm 2015 trong trận đấu với FC Energomash Belgorod.

## Thống kê sự nghiệp

### Câu lạc bộ
Tính đến 20 tháng 5 năm 2018
| Câu lạc bộ          | Mùa giải            | Giải vô địch                | Giải vô địch | Giải vô địch | Cúp     | Cúp       | Châu lục | Châu lục  | Tổng cộng | Tổng cộng |
| Câu lạc bộ          | Mùa giải            | Hạng đấu                    | Số trận      | Bàn thắng    | Số trận | Bàn thắng | Số trận  | Bàn thắng | Số trận   | Bàn thắng |
| ------------------- | ------------------- | --------------------------- | ------------ | ------------ | ------- | --------- | -------- | --------- | --------- | --------- |
| Torpedo Moscow      | 2014–15             | Giải bóng đá ngoại hạng Nga | 0            | 0            | 0       | 0         | –        | –         | 0         | 0         |
| Torpedo Moscow      | 2015–16             | PFL                         | 16           | 0            | 1       | 0         | –        | –         | 17        | 0         |
| Torpedo Moscow      | 2016–17             | PFL                         | 19           | 1            | 4       | 0         | –        | –         | 23        | 1         |
| Torpedo Moscow      | Tổng cộng           | Tổng cộng                   | 35           | 1            | 5       | 0         | 0        | 0         | 40        | 1         |
| Amkar Perm          | 2017–18             | Giải bóng đá ngoại hạng Nga | 6            | 0            | 1       | 0         | –        | –         | 7         | 0         |
| Tổng cộng sự nghiệp | Tổng cộng sự nghiệp | Tổng cộng sự nghiệp         | 41           | 1            | 6       | 0         | 0        | 0         | 47        | 1         |